# Rudolf van Lotharingen
Rudolf van Lotharingen bijgenaamd de Dappere (circa 1320 - Crécy-en-Ponthieu, 26 augustus 1346) was van 1329 tot aan zijn dood hertog van Opper-Lotharingen. Hij behoorde tot het huis Lotharingen.

## Levensloop
Rudolf was de zoon van hertog Ferry IV van Lotharingen en diens echtgenote Elisabeth, dochter van Rooms-Duits koning Albrecht I van Habsburg. In 1329 volgde hij zijn vader op als hertog van Opper-Lotharingen. Omdat hij nog minderjarig was, werd hij tot in 1334 onder het regentschap geplaatst van zijn moeder.
In 1337 weigerde graaf Hendrik IV van Bar, die enkele heerlijkheden bezat die onder de suzereiniteit van Opper-Lotharingen stonden, Rudolf te huldigen. Als tegenreactie verwoestte hij Pont-à-Mousson en omgeving. In een reeks wraakacties richtte Hendrik ravage aan in het westen van Lotharingen, terwijl Rudolf Barrois aanviel. Enkel de interventie van koning Filips VI van Frankrijk maakte een einde aan de oorlog, omdat Lotharingen en Frankrijk op dat moment nauwe banden hadden. De banden waren zelfs nog sterker geworden nadat de half-Habsburgse Rudolf hertog van Opper-Lotharingen was geworden. 
In 1340 stuurde Rudolf tijdens de beginfase van de Honderdjarige Oorlog hulptroepen naar de Franse koning Filips VI om de belegering van de stad Doornik door koning Eduard III van Engeland op te heffen. Tijdens een korte vrede tussen Engeland en Frankrijk reisde Rudolf naar het Iberisch Schiereiland om koning Alfons XI van Castilië bij te staan bij de Reconquista. Hij streed tegen de Moren in Granada en nam op 3 november 1340 deel aan de Slag bij Gibraltar. 
Na zijn terugkeer naar Frankrijk steunde hij zijn schoonbroer Karel van Blois tegen Jan van Montfort bij de Bretonse Successieoorlog. Daarna vocht hij aan de zijde van de Franse koning Filips VI in augustus 1346 in de Slag bij Crécy. Rudolf sneuvelde bij deze veldslag, net als vele illustere Franse ridders. 

## Huwelijken en nakomelingen
In 1329 huwde Rudolf met zijn eerste echtgenote Eleonora (overleden in 1332), dochter van graaf Eduard I van Bar. Dit huwelijk bleef kinderloos.
In 1334 hertrouwde hij met Maria van Châtillon (1323-1380), dochter van graaf Gwijde I van Blois. Ze kregen drie kinderen:
- een doodgeboren tweeling (1343)
- Jan I (1346-1390), hertog van Lotharingen

## Voorouders
| Voorouders van Rudolf van Lotharingen (1320-1346) | Voorouders van Rudolf van Lotharingen (1320-1346)                              | Voorouders van Rudolf van Lotharingen (1320-1346)                              | Voorouders van Rudolf van Lotharingen (1320-1346)                              | Voorouders van Rudolf van Lotharingen (1320-1346)                              | Voorouders van Rudolf van Lotharingen (1320-1346)                              | Voorouders van Rudolf van Lotharingen (1320-1346)                              | Voorouders van Rudolf van Lotharingen (1320-1346)                              | Voorouders van Rudolf van Lotharingen (1320-1346)                              |
| ------------------------------------------------- | ------------------------------------------------------------------------------ | ------------------------------------------------------------------------------ | ------------------------------------------------------------------------------ | ------------------------------------------------------------------------------ | ------------------------------------------------------------------------------ | ------------------------------------------------------------------------------ | ------------------------------------------------------------------------------ | ------------------------------------------------------------------------------ |
| Overgrootouders                                   | Ferry III van Lotharingen (1240-1302) ∞ Margaretha van Navarra (-)             | Ferry III van Lotharingen (1240-1302) ∞ Margaretha van Navarra (-)             | Hugo van Rumigny (-) ∞ Philippine d'Oulche (-)                                 | Hugo van Rumigny (-) ∞ Philippine d'Oulche (-)                                 | Rudolf I (rooms-koning) (1218-1291) ∞ 1245 Gertrude van Hohenberg (1255–1281)  | Rudolf I (rooms-koning) (1218-1291) ∞ 1245 Gertrude van Hohenberg (1255–1281)  | Otto van Tirol (1265–1310) ∞ 1297 Euphemia van Silezië (-1347)                 | Otto van Tirol (1265–1310) ∞ 1297 Euphemia van Silezië (-1347)                 |
| Grootouders                                       | Theobald II van Lotharingen (1263-1312) ∞ Isabella van Rumigny (1263-1326)     | Theobald II van Lotharingen (1263-1312) ∞ Isabella van Rumigny (1263-1326)     | Theobald II van Lotharingen (1263-1312) ∞ Isabella van Rumigny (1263-1326)     | Theobald II van Lotharingen (1263-1312) ∞ Isabella van Rumigny (1263-1326)     | Albrecht I (1255-1308) ∞ Elisabeth van Karinthië (1262-1312)                   | Albrecht I (1255-1308) ∞ Elisabeth van Karinthië (1262-1312)                   | Albrecht I (1255-1308) ∞ Elisabeth van Karinthië (1262-1312)                   | Albrecht I (1255-1308) ∞ Elisabeth van Karinthië (1262-1312)                   |
| Ouders                                            | Ferry IV van Lotharingen (1282-1328) ∞ 1302 Elisabeth van Habsburg (1285-1352) | Ferry IV van Lotharingen (1282-1328) ∞ 1302 Elisabeth van Habsburg (1285-1352) | Ferry IV van Lotharingen (1282-1328) ∞ 1302 Elisabeth van Habsburg (1285-1352) | Ferry IV van Lotharingen (1282-1328) ∞ 1302 Elisabeth van Habsburg (1285-1352) | Ferry IV van Lotharingen (1282-1328) ∞ 1302 Elisabeth van Habsburg (1285-1352) | Ferry IV van Lotharingen (1282-1328) ∞ 1302 Elisabeth van Habsburg (1285-1352) | Ferry IV van Lotharingen (1282-1328) ∞ 1302 Elisabeth van Habsburg (1285-1352) | Ferry IV van Lotharingen (1282-1328) ∞ 1302 Elisabeth van Habsburg (1285-1352) |